# Mićo Cvjetković
Mićo Cvjetković (ur. 3 lutego 1967) – reprezentujący Jugosławię bośniacki lekkoatleta, chodziarz.
Podczas mistrzostw świata juniorów w 1986 zajął 18. miejsce w chodzie na 10 000 metrów z czasem 44:37,84.
Czterokrotny mistrz Jugosławii: na 10 000 metrów (1989) oraz na 20 kilometrów (1987–1989).
Rekordzista Bośni i Hercegowiny w chodzie na 20 kilometrów: według krajowej federacji 1:25:05 (1987) / według IAAF 1:28:52 (1988).